# Muhammad an-Nasir
Muhammad an-Nasir (arab. الناصر لدين الله محمد بن المنصور = An-Nāṣir li-dīn Allah Muḥammad ibn al-Manṣūr, zm. 25 grudnia 1213 w Rabacie) – czwarty kalif Maroka z dynastii Almohadów, syn kalifa Jakuba al-Mansura
Muhammad an-Nasir objął władzę po śmierci swojego ojca w 1199 roku. W porównaniu z nim był słabym i niepewnym władcą. Mimo to początkowo zdołał utrzymać porządek w odseparowanej od reszty kraju i tradycyjnie niespokojnej Andaluzji. Za to w Ifrikiji trwały walki z plemionami Banu Ghanija, które w 1203 roku dotarły aż do Tunisu, ostatecznie jednak nie zdołały oprzeć się Almohadom i w 1209 roku poniosły druzgocącą klęskę na stokach Dżabal Nafusa w Trypolitanii. Ponadto w 1203 roku Almohadzi zajęli Baleary.
W 1210 roku chrześcijańskie państwa na Półwyspie Iberyjskim zawarły porozumienie w sprawie krucjaty przeciw Almohadom. 16 lipca 1212 roku doszło do bitwy pod Las Navas de Tolosa, w której muzułmanie ponieśli druzgocącą klęskę i nigdy nie odzyskali już dawnej potęgi w Andaluzji. Muhammad an-Nasir w wyniku tej porażki wycofał się do Maroka gdzie abdykował i przekazał władzę swemu  16-letniemu synowi Abu Jusufowi.